# Efectul Baskerville
Efectul Baskerville sau efectul Câinele din Baskerville este o observație statistică a faptului că mortalitatea ca urmare a infarctului a fost crescută de stresul psihologic. El este numit după personajul fictiv Sir Charles Baskerville din romanul Câinele din Baskerville cu Sherlock Holmes, care a murit ca rezultat al stresului cauzat de întâlnirea unui câine fioros, după care a fost denumit romanul.

## Originea termenului
Prima sa menționare a avut loc în decembrie 2001, în British Medical Journal (Vol. 323, 22-29 decembrie 2001). Acest efect a fost descoperit de o echipă de cercetători americani condusă de David P. Phillips de la University of California, San Diego, care a constatat că numărul zilnic de decese a celor 200.000 de americani de origine chineză și japoneză, care au murit de infarct între ianuarie 1973 și decembrie 1998 a fost cu 7% mai mare în ziua a patra a lunii, comparativ cu media pentru celelalte zile din acea lună. Acest efect nu s-a constatat în analizarea statisticilor mortalității americanilor de alte origini. 
Patru (四, scris formal: 肆, pinyin si4) este considerat un număr cu ghinion în culturile chineză și japoneză (precum și în cea coreeană), deoarece pronunția sa seamănă cu cea a cuvântului "moarte" (死 pinyin si3). Unele hoteluri și spitale chineze și japoneze nu au camere cu numărul patru.
Ipoteza lui a fost că vârful mortalității a fost cauzat de stresul indus de superstiția legată de acest număr. Studiile anterioare au arătat, de asemenea, un efect complementar, mortalitatea scăzând înaintea ocaziilor considerate de bun augur și crescând din nou după aceea.

## Critici
În 2002, Gary Smith a comentat că Phillips și colegii au omis date de la câteva categorii de boli cardiace, alegându-le doar pe cele care au avut loc cu o rată mai mare în a patra zi, numindu-le „boli cronice ale inimii”. Smith a subliniat, de asemenea, că nu au făcut acest lucru în studiile lor anterioare cu privire la decesele evreilor în apropierea Paștelui și a deceselor chineze în apropierea sărbătorii Lunii (din Mijlocul Toamnei), unde au folosit toate categoriile de boli de inimă.